# Praelongorthezia praelonga
Praelongorthezia praelonga är en insektsart som först beskrevs av Douglas 1891.  Praelongorthezia praelonga ingår i släktet Praelongorthezia och familjen vaxsköldlöss. Inga underarter finns listade i Catalogue of Life.